# Лук мелкоцветный
Лук мелкоцве́тный (лат. Allium tytthanthum) — многолетнее травянистое растение, вид рода Лук (Allium) семейства Луковые (Alliaceae).

## Распространение и экология
В природе ареал вида охватывает Памиро-Алай. Эндемик.
Произрастает на скалах и каменистых склонах в среднем поясе гор.

## Ботаническое описание
Луковицы яйцевидно-конические или удлинённо-конические, диаметром около 1 см, с бурыми, кожистыми, цельными оболочками, по нескольку прикреплены к короткому корневищу. Стебель высотой 10—15 см, при основании или почти до половины одетый гладкими влагалищами листьев.
Листья в числе 3—4, нитевидные, шириной 0,5—1 мм, желобчатые, шероховатые, немного короче стебля.
Чехол остающийся, почти в 2 раза короче зонтика, с коротким, иногда равным половине основания чехла, носиком. Зонтик пучковато-шаровидный, немногоцветковый, рыхлый. Листочки полушаровидного околоцветника бледно-желтоватые, розовеющие, длиной около 3 мм, эллиптические, тупые, внутренние с коротким остроконечием, немного длиннее наружных. Нити тычинок в полтора раза длиннее околоцветника, при самом основании между собою и с околоцветником сросшиеся, шиловидные, цельные, равные. Столбик выдается из околоцветника.

## Таксономия
Вид Лук мелкоцветный входит в род Лук (Allium) семейства Луковые (Alliaceae) порядка Спаржецветные (Asparagales).
|  |                                      |  |                                                             |                                                             |                   |  | ещё 24 семейства (согласно Системе APG II) | ещё 24 семейства (согласно Системе APG II) |                      |  |  |  | ещё более 870 видов |
|  |                                      |  |                                                             |                                                             |                   |  | ещё 24 семейства (согласно Системе APG II) | ещё 24 семейства (согласно Системе APG II) |                      |  |  |  | ещё более 870 видов |
|  |                                      |  |                                                             | порядок Спаржецветные                                       |                   |  |                                            |                                            | род Лук              |  |  |  |                     |
|  |                                      |  |                                                             | порядок Спаржецветные                                       |                   |  |                                            |                                            | род Лук              |  |  |  |                     |
|  | отдел Цветковые, или Покрытосеменные |  |                                                             |                                                             | семейство Луковые |  |                                            |                                            | вид Лук мелкоцветный |  |  |  |                     |
|  | отдел Цветковые, или Покрытосеменные |  |                                                             |                                                             | семейство Луковые |  |                                            |                                            |                      |  |  |  |                     |
|  |                                      |  | ещё 44 порядка цветковых растений (согласно Системе APG II) | ещё 44 порядка цветковых растений (согласно Системе APG II) |                   |  |                                            | ещё около 300 родов                        | ещё около 300 родов  |  |  |  |                     |
|  |                                      |  |                                                             | ещё 44 порядка цветковых растений (согласно Системе APG II) |                   |  |                                            |                                            | ещё около 300 родов  |  |  |  |                     |